# 田中由美子
田中 由美子（たなか ゆみこ、1960年9月4日 - ）は、日本の女優。本名、岡田 由美子、旧姓の本名は芸名と同じ。
神奈川県横須賀市出身。堀越高等学校卒業
。東映俳優センター、竹内事務所、オフィスジョイを経てアンカット所属。

## 来歴・人物
堀越学園在学中にNET（現、テレビ朝日）のオーディション番組『あなたをスターに!』を経て、1976年にNHKのテレビドラマ『巣立つ日まで』で女優としてデビュー。同ドラマの主題歌「巣立つ日まで」も担当する。
1980年には、毎日放送『仮面ライダースーパー1』でヒロイン・草波ハルミ役を務めた。また同作の劇場版で映画デビューを果たし、その後、映画『ゴジラ』『エバラ家の人々』、フジテレビの帯ドラマ『思春期の妻たち』などに出演。舞台『おもろい女』（芸術座）では、森光子の少女時代役を演じた。2019年より、元ずうとるびの江藤博利がプロデュースする舞台「昭和歌謡コメディ」シリーズに出演している。
趣味は、読書、料理。特技は、乗馬、一輪車。既婚で一児あり。

## 出演作品

### テレビドラマ
- 少年ドラマシリーズ / 巣立つ日まで（1976年、NHK）
- 赤帽かあちゃん（1977年 - 1978年、NTV）
- UFO大戦争 戦え! レッドタイガー[4] 第25話「木のぼり少年危機一髪」（1978年、12ch）
- 土曜ドラマ（NHK）
  - 失楽園'79（1979年） - 純子
  - 新十津川物語（1992年） - 市子
- 電子戦隊デンジマン 第33話「吸血楽器レッスン」（1980年、ANB） - ヨーコ
- 仮面ライダースーパー1（1980年 - 1981年、MBS） - 草波ハルミ
- ライオン劇場 / 思春期の妻たち（1984年、CX）

### その他のテレビ番組
- 愛ラブ・リビング（NTV）
- いい旅・夢気分（TX）

### 映画
- 仮面ライダースーパー1（1980年、東映） - 草波ハルミ
- ゴジラ（1984年、東宝） - 明美[6]
- エバラ家の人々（1991年、ニュー・センチュリー・プロデューサーズ）[4]
- HOSHI 35/ホシクズ（2023年）[8]

### 舞台
- 美少女戦騎ソウルガーディアン（2005年）
- おもろい女（芸術座）
- 昭和歌謡コメディVol.17ーバック・トゥ・ザ 築地！（2023年1月12日～1月15日、築地本願寺ブディストホール-東京都）

### CM
- 太田胃散[4]
- 花王石鹸
- 丸美屋
- バンダイ

### 音楽
- 「怪獣王子」「赤い花」(いずれもCD「渡辺宙明音楽選3」収録曲、2023年)

### イベント
- 第１回特撮女子会（2023年4月8日、アニメ特撮BAR　G-熊本県熊本市）、出演-西恵子、田中由美子、牧野美千子予定